# Anno
Anno es el nombre de una saga de videojuegos que se encuadran en la categoría de videojuegos de simulación económica y construcción de ciudades. Cuenta con elementos de estrategia en tiempo real como exploración y colonización de nuevos territorios (islas), combates, diplomacia y negocios. Cada saga cuenta con una historia (conocida como campaña) en la que el jugador deberá resolver una serie de situaciones conflictivas. Se compone de las entregas Anno 1602 (1998), Anno 1503 (2003),  Anno 1701 (2006), Anno 1404 (2009), Anno 2070 (2011), Anno 2205 (2015) y Anno 1800 (2019).

## Anno 1602: Creation of a New World
El juego lleva al jugador al año 1602, con el objetivo de descubrir y colonizar un archipiélago hasta ahora desconocido. Al principio del juego, el jugador cuenta con un capital inicial, una cantidad específica de recursos (madera, herramientas y alimentos) así como un barco comercial. Con el barco se puede navegar entre las islas y elegir la isla que más apropiada nos parezca para nuestro asentamiento.
En el modo Juego continuo, el archipiélago ya cobija a algunos pueblos con “indígenas” y, cuanto más difícil sea el nivel, más atacan los piratas, más incendios se producen, más cosechas se pierden por la sequía o más estragos hace la peste. De la habilidad del jugador depende que los habitantes del asentamiento evolucionen de pioneros a colonos, ciudadanos, mercaderes y, por último, aristócratas.
Según el nivel de desarrollo de la ciudad, los ciudadanos de la ciudad exigen distintos productos de lujo, como textil, alcohol, tabaco, especias, cacao, ropas y joyas. Al mismo tiempo es necesario, para alcanzar el siguiente nivel de desarrollo es necesario construir ciertos edificios muy costosos como tabernas, iglesias, escuelas, teatros, baños públicos, catedrales y universidades. En contrapartida, el jugador puede subir los impuestos a medida que avanza el desarrollo de los habitantes.
Durante el juego se cruzan diversas variables económicas, por lo que el jugador debe vigilar continuamente los siguientes puntos:
- Estado de las propiedades (impuestos, ingresos del comercio, costes de producción de las cadenas de producción propias).
- Satisfacción de la población (satisfacción de las necesidades y lujos).
- Desarrollo del número de habitantes (provisión de materiales de construcción y alimentos, carga impositiva).

Los efectos negativos de las malas acciones no se hacen esperar. Por ejemplo, un monopolio sólo dará beneficios durante un corto plazo. En la suposición de que el jugador se alce como el único proveedor de alcohol, venda la producción y genere beneficios, puede que se dé una saturación del mercado que lleve al jugador a la bancarrota al no poder cubrir sus costes de producción.
En otros modos de juego, llamados Escenarios, se puede jugar, adicionalmente, contra el ordenador o contra otros usuarios en red, y así practicar comercio, diplomacia y guerras. No obstante, el componente bélico del juego no es muy voluminoso ni detallado como el resto del juego y no admite comparación con juegos de estrategia. Es una decisión deliberada de los creadores para que el juego se base eminentemente en comercio y diplomacia.

### Expansiones
- Expansión: Nuevas islas, nuevas aventuras. (incluye editor de escenarios)
- Expansión: Por orden real. ( 40 escenarios nuevos (27 en campañas, 8 de un solo jugador y 5 escenarios en red))

## Anno 1503: The New World
El sucesor de la saga fue un gran éxito en tierras alemanas desde octubre del 2002, como en su anterior entrega, el jugador deberá dirigir su barco y colonizar otras culturas, unas 9 diferentes como africanos, mexicas o indios.

### Expansiones
- Expansión: Treasures, Monsters and Pirates (Tesoros, monstruos y piratas) (incluye 3 nuevas campañas, 10 escenarios nuevos de un solo jugador y 1 escenario nuevo de red. Además de muchos cambios gráficos como nuevas criaturas y edificios. )

## Serie
- Anno 1602 para PC
- Anno 1503 para PC
- Anno 1701 para PC
- Anno 1701 para Nintendo DS
- Anno 1404 para PC
- Anno 1701: Dawn of Discovery para Nintendo DS
- Anno: Create A New World para Nintendo Wii y Nintendo DS
- Anno 2070 para PC
- Anno Online para navegadores
- Anno 2205 (2015)
- Anno: Build An Empire para Android (2016)
- Anno 1800  para PC (2019)[1]
- Anno 117: Pax Romana (2025)